# بولشوي كامين
بولشوي كامين (بالروسية: Большой Камень) هي إحدى مدن روسيا في الكيان الفدرالي الروسي بريمورسكي كراي.

## المناخ
يظهر الجدول التالي التغييرات المناخية على مدار السنة لبولشوي كامين:
| البيانات المناخية لـبولشوي كامين  | البيانات المناخية لـبولشوي كامين | البيانات المناخية لـبولشوي كامين | البيانات المناخية لـبولشوي كامين | البيانات المناخية لـبولشوي كامين | البيانات المناخية لـبولشوي كامين | البيانات المناخية لـبولشوي كامين | البيانات المناخية لـبولشوي كامين | البيانات المناخية لـبولشوي كامين | البيانات المناخية لـبولشوي كامين | البيانات المناخية لـبولشوي كامين | البيانات المناخية لـبولشوي كامين | البيانات المناخية لـبولشوي كامين | البيانات المناخية لـبولشوي كامين |
| الشهر                             | يناير                            | فبراير                           | مارس                             | أبريل                            | مايو                             | يونيو                            | يوليو                            | أغسطس                            | سبتمبر                           | أكتوبر                           | نوفمبر                           | ديسمبر                           | المعدل السنوي                    |
| --------------------------------- | -------------------------------- | -------------------------------- | -------------------------------- | -------------------------------- | -------------------------------- | -------------------------------- | -------------------------------- | -------------------------------- | -------------------------------- | -------------------------------- | -------------------------------- | -------------------------------- | -------------------------------- |
| متوسط درجة الحرارة الكبرى °م (°ف) | −7.8 (18.0)                      | −4.7 (23.5)                      | 2.4 (36.3)                       | 9.9 (49.8)                       | 15.3 (59.5)                      | 17.8 (64.0)                      | 22.1 (71.8)                      | 24.3 (75.7)                      | 20.6 (69.1)                      | 14.0 (57.2)                      | 4.0 (39.2)                       | −4.4 (24.1)                      | 9.5 (49.0)                       |
| المتوسط اليومي °م (°ف)            | −11.7 (10.9)                     | −8.8 (16.2)                      | −1.7 (28.9)                      | 5.5 (41.9)                       | 10.7 (51.3)                      | 14.3 (57.7)                      | 18.8 (65.8)                      | 21.1 (70.0)                      | 16.8 (62.2)                      | 9.8 (49.6)                       | 0.2 (32.4)                       | −8.2 (17.2)                      | 5.6 (42.0)                       |
| متوسط درجة الحرارة الصغرى °م (°ف) | −15.6 (3.9)                      | −12.8 (9.0)                      | −5.8 (21.6)                      | 1.2 (34.2)                       | 6.1 (43.0)                       | 10.8 (51.4)                      | 15.6 (60.1)                      | 17.9 (64.2)                      | 13.0 (55.4)                      | 5.6 (42.1)                       | −3.6 (25.5)                      | −11.9 (10.6)                     | 1.7 (35.1)                       |
| الهطول مم (إنش)                   | 12 (0.5)                         | 16 (0.6)                         | 23 (0.9)                         | 47 (1.9)                         | 64 (2.5)                         | 90 (3.5)                         | 104 (4.1)                        | 136 (5.4)                        | 115 (4.5)                        | 62 (2.4)                         | 34 (1.3)                         | 19 (0.7)                         | 722 (28.3)                       |
| المصدر: Climate-Data.org          |                                  |                                  |                                  |                                  |                                  |                                  |                                  |                                  |                                  |                                  |                                  |                                  |                                  |